# 22-es villamos (Budapest)
A budapesti 22-es jelzésű villamos a Boráros tér és a Nagyvásártelep között közlekedett. A járatot megszűnése előtt a Budapesti Közlekedési Vállalat üzemeltette.

## Története
1908. november 4-én indult el a villamosközlekedés az Országház tér – Vágóhíd utca – Üllői út – Kispest, Erzsébet tér útvonalon, majd 1910-ben ez a vonal kapta a 22-es számjelzést. 1915-ben kispesti végállomását a Sárkány utcához helyezték. 1919. január 9-i megszűnése előtt csak a Boráros tér és a Nagyvárad tér között járt.
1921. május 20-ától a 22-es a Népliget – Mester utca – Közraktár utca – Eskü tér – Ferenc József rakpart (napjainkban Belgrád rakpart) – Országház tér útvonalon érte el a Nádor utcai végállomását.
1929-től a Népliget – Mester utca – Lónyay utca – Vámház körút – Duna-part – Rudolf tér útvonalon járt. 1936. június 8-án a Boráros téri híd építése miatt a Nagykörútról a Lónyay utcába kanyarodó vágányokat felszedték, ezért megszűnt. Október 26-án indult újra, a Ferenc körút és a Sertésvágóhíd között. 1944 szeptemberében forgalmát leállították. Október 1-jén elindult a 22A villamos a Ferenc körút – Könyves Kálmán körút útvonalon, majd november 1-jén megszűnt.
1950. november 7-étől a Madách térről Nagyvásártelepre közlekedő 33-as villamos jelzése 22-esre változott. 1951. április 30-ától, a csepeli gyorsvasút megnyitását követően a Madách térre 12:35 előtt a Nagyvásárteleptől, utána pedig a Flóra gyár végállomástól indult. Július 9-én a Közvágóhíd és a Kálvin tér között közlekedő 34-es villamost 22A-ra számozták át. 1952. szeptember 22-étől déli végállomását a Nagyvásártelep főbejárata elé helyezték, majd a Petőfi híd november 22-i átadása után megszűnt a Lónyay utcai villamosközlekedés, ezért a Boráros térig rövidült.
A Fővárosi Villamosvasút 1956. október 15-étől érvénybe lépett közleménye szerint „kellő igénybevétel hiánya miatt 8 órától 12.30 óráig és 17.30 órától üzemzárlatig csak a Nagyvásártelep és a Közvágóhíd (Flóragyár) között” közlekedett. 1967-ben a Soroksári úti építkezések miatt útvonala módosult: július 31-étől másfél hónapon keresztül megosztott útvonalon 22-es jelzéssel a Boráros tér és a Közvágóhíd, illetve 22A jelzéssel a Közvágóhíd és a Nagyvásártelep között járt.
Az 1960-as években a nagyvásártelepi végállomását a telep elé helyezték vissza.
1970. február 28-án közlekedett utoljára, pótlására elindult a K jelzésű autóbusz villamos viteldíjjal, a Boráros tér és a Nagyvásártelep között. 1975. július 4-én a K busz megszűnt, helyette elindult a 79-es busz a Közvágóhíd és a Nagyvásártelep között.

## Útvonala
| Boráros tér felé                                                      | Nagyvásártelep felé                                                   |
| --------------------------------------------------------------------- | --------------------------------------------------------------------- |
| Nagyvásártelep vá. – Kvassay Jenő út – Soroksári út – Boráros tér vá. | Boráros tér vá. – Soroksári út – Kvassay Jenő út – Nagyvásártelep vá. |

## Megállóhelyei
| 0 | Boráros tér végállomás    | 4 | Csepeli gyorsvasút 2, 4, 4A, 6, 31, 66 12, 12A, 15, 23, 23A, 54, 54A, 54B, 54Y, 154, R |
| 1 | Hámán Kató utca           | 3 | 24, 31 23, 23A, 33, 54, 54A, 54B, 54Y, 154                                             |
| 2 | Vágóhíd utca              | 2 | 24, 31                                                                                 |
| 3 | Közvágóhíd                | 1 | Ráckevei HÉV 23, 24, 31 23, 23A, 54, 54A, 54B, 54Y, 154                                |
| 4 | Nagyvásártelep végállomás | 0 |                                                                                        |